# 碧天大市
碧天 大市（あおぞら だいち、1983年8月26日 - ）は、大阪府大阪市大正区出身で春日野部屋（入門時は田子ノ浦部屋）に所属した元大相撲力士。本名は池原 大地（いけはら - ）。身長182.2cm、体重117.7kg。最高位は東幕下6枚目（2015年9月場所）。得意手はもろ差し、寄り。父は元プロボクサーでABCボクシングジム会長の池原正秀、元WBO女子世界ミニフライ級チャンピオンの池原シーサー久美子は従妹。血液型はAB型、星座は乙女座。

## 来歴
大阪市立小林小学校4年時にわんぱく相撲全国大会に出場したのを機に相撲を始める。格闘技一家に生まれたため、相撲は抵抗なく始められたという。大阪市立大正中央中学校では陸上部に所属しながら稽古を続けた。近畿大学附属高校で本格的に相撲を始め、朝日大学では主力として活躍。木瀬部屋の德真鵬は大学の1年後輩にあたる。
2006年3月場所に田子ノ浦部屋に入門。同期生には栃ノ心、松鳳山、境澤らがいる。初土俵場所を1番出世して以降は順調に番付を上げていき、幕下中位で壁に当たったが2009年1月場所で三段目優勝を果たす。同年9月場所では最高位の東幕下8枚目に番付を上げたが7戦全敗、さらに2010年1月場所で膝を痛めて途中休場し、一時は三段目まで番付を落とした。復帰以降しばらく幕下と三段目を往復することが続いていたが、同年11月場所で2回目の三段目優勝をして以降は幕下上位から中位に定着している。
2012年2月13日に師匠の田子ノ浦親方（元幕内・久島海）が死去し、師匠不在となった田子ノ浦部屋が閉鎖されたため、幕内碧山らと共に3人で春日野部屋へ転籍する。この時、同期同部屋であった久之虎ら5人は出羽海部屋に分かれて転籍している。後に碧山は、皆が出羽海部屋に行くと思ったが碧天と碧己真(最高位、東幕下8枚目、2018年9月場所引退)が春日野部屋に付いて来てくれて嬉しかったと、感謝を述べている。
なお、こうした形で戦後初となる分割移籍をしたことにより、出羽海部屋に移籍した元・同部屋の兄弟弟子と本場所で対戦する可能性が発生した。碧天は実際に2013年5月場所8日目に元兄弟子の海龍と対戦し押し倒しで敗れた。
2023年5月場所限りで現役引退。
夏場所の千秋楽の1週間後に断髪式を部屋で行い、今後は地元大阪で仕事を探すという。

## 主な成績

### 通算成績
- 通算成績：360勝335敗12休（102場所）

### 各段優勝
- 三段目優勝：2回（2009年1月場所、2010年11月場所）

### 場所別成績
| | 一月場所 初場所（東京） | 三月場所 春場所（大阪） | 五月場所 夏場所（東京）   | 七月場所 名古屋場所（愛知） | 九月場所 秋場所（東京） | 十一月場所 九州場所（福岡） |
| --- | ----------------------- | ----------------------- | ------------------------- | --------------------------- | ----------------------- | --------------------------- |
| 2006年 （平成18年） | x                       | （前相撲）              | 東序ノ口24枚目 6–1        | 西序二段69枚目 6–1          | 東三段目98枚目 6–1      | 東三段目37枚目 3–4          |
| 2007年 （平成19年） | 西三段目52枚目 5–2      | 東三段目28枚目 2–5      | 西三段目54枚目 5–2        | 西三段目26枚目 4–3          | 西三段目14枚目 5–2      | 西幕下53枚目 4–3            |
| 2008年 （平成20年） | 西幕下42枚目 4–3        | 東幕下33枚目 2–5        | 西幕下49枚目 2–5          | 東三段目14枚目 5–2          | 東幕下54枚目 3–4        | 西三段目4枚目 2–5           |
| 2009年 （平成21年） | 西三段目30枚目 優勝 7–0 | 東幕下21枚目 3–4        | 西幕下30枚目 5–2          | 東幕下16枚目 5–2            | 東幕下8枚目 0–7         | 西幕下43枚目 4–3            |
| 2010年 （平成22年） | 西幕下36枚目 1–1–5      | 西三段目3枚目 4–3       | 東幕下54枚目 5–2          | 西幕下39枚目 3–4            | 東幕下47枚目 2–5        | 西三段目7枚目 優勝 7–0      |
| 2011年 （平成23年） | 西幕下11枚目 3–4        | 八百長問題 により中止   | 東幕下19枚目 3–4          | 西幕下19枚目 4–3            | 西幕下11枚目 3–4        | 西幕下15枚目 4–3            |
| 2012年 （平成24年） | 東幕下11枚目 1–6        | 西幕下32枚目 4–3        | 東幕下26枚目 4–3          | 西幕下21枚目 3–4            | 西幕下28枚目 2–5        | 東幕下45枚目 4–3            |
| 2012年 （平成24年） | 西幕下36枚目 4–3        | 東幕下29枚目 5–2        | 西幕下15枚目 3–4          | 西幕下24枚目 3–4            | 西幕下32枚目 3–4        | 東幕下39枚目 3–4            |
| 2014年 （平成26年） | 西幕下45枚目 4–3        | 東幕下37枚目 4–3        | 西幕下32枚目 3–4          | 西幕下40枚目 4–3            | 西幕下31枚目 3–4        | 東幕下41枚目 5–2            |
| 2015年 （平成27年） | 西幕下24枚目 2–5        | 西幕下39枚目 5–2        | 西幕下27枚目 6–1          | 西幕下9枚目 4–3             | 東幕下6枚目 1–6         | 東幕下27枚目 3–4            |
| 2016年 （平成28年） | 東幕下36枚目 4–3        | 西幕下29枚目 5–2        | 西幕下16枚目 5–2          | 東幕下10枚目 3–4            | 東幕下15枚目 1–6        | 東幕下38枚目 2–5            |
| 2017年 （平成29年） | 東幕下54枚目 4–3        | 東幕下45枚目 5–2        | 東幕下34枚目 2–5          | 西幕下53枚目 4–3            | 東幕下47枚目 5–2        | 西幕下33枚目 休場 0–0–7     |
| 2018年 （平成30年） | 西三段目13枚目 5–2      | 東幕下54枚目 2–5        | 東三段目14枚目 4–3        | 東三段目5枚目 4–3           | 東幕下55枚目 5–2        | 西幕下38枚目 4–3            |
| 2019年 （平成31年 /令和元年） | 西幕下30枚目 1–6        | 東幕下53枚目 1–6        | 西三段目17枚目 3–4        | 東三段目34枚目 5–2          | 東三段目12枚目 3–4      | 東三段目27枚目 5–2          |
| 2020年 （令和2年） | 東三段目2枚目 5–2       | 東幕下40枚目 3–4        | 感染症拡大 により中止     | 東幕下50枚目 3–4            | 東幕下60枚目 5–2        | 西幕下36枚目 5–2            |
| 2021年 （令和3年） | 西幕下23枚目 1–6        | 西幕下48枚目 3–4        | 東幕下55枚目 3–4          | 東三段目7枚目 5–2           | 西幕下47枚目 3–4        | 東幕下57枚目 5–2            |
| 2022年 （令和4年） | 東幕下40枚目 5–2        | 東幕下25枚目 1–6        | 西幕下41枚目 2–5          | 西幕下57枚目 3–4            | 東三段目16枚目 2–5      | 東三段目46枚目 4–3          |
| 2023年 （令和5年） | 西三段目27枚目 3–4      | 東三段目48枚目 4–3      | 東三段目31枚目 引退 3–4–0 | x                           | x                       | x                           |
| 各欄の数字は、「勝ち-負け-休場」を示す。 優勝 引退 休場 十両 幕下 三賞：敢=敢闘賞、殊=殊勲賞、技=技能賞 その他：★=金星 番付階級：幕内 - 十両 - 幕下 - 三段目 - 序二段 - 序ノ口 幕内序列：横綱 - 大関 - 関脇 - 小結 - 前頭（「#数字」は各位内の序列） |                         |                         |                           |                             |                         |                             |

## 改名歴
- 池原 大地（いけはら だいち）2006年3月場所-2007年7月場所
- 碧天 太一（あおぞら だいち）2007年9月場所-2008年11月場所
- 碧天 大市（あおぞら だいち）2009年1月場所-2023年5月場所